# Aquilegia coerulea
Aquilegia coerulea (E.James, 1822) è una pianta appartenente alla famiglia delle Ranunculaceae, endemica degli Stati Uniti centrali.

## Etimologia
L'origine del nome del genere (aquilegia) non è chiaro. Potrebbe derivare da Aquilegium (cisterna) o Acquam legere (raccoglitore d'acqua) per la forma particolare che ha la foglia nel raccogliere l'acqua piovana; come anche da aquilina (piccola aquila) a somiglianza dei rostri dell'aquila.

Resta comunque il fatto che il primo ad usare tale nome sia stato il Tragus (altro botanico del 1600), e quindi il Tournefort (Joseph Pitton de Tournefort 1656 - 1708, botanico francese) e definitivamente Linneo che nel 1735 sistemò il genere nella sua Polyandria pentagyna.
L'epiteto specifico coerulea si riferisce chiaramente al colore delle infiorescenze, appunto ceruleo.

## Descrizione
Pianta erbacea perenne, ha fogliame leggero e finemente diviso, fiori leggeri con lunghi speroni colorati di bianco, azzurro, giallo, rosso, rosa, lilla, viola e avorio.

## Distribuzione e habitat
Questa specie è diffusa nelle Montagne Rocciose, dal Montana al Nuovo Messico e dall'Idaho all'Arizona, USA.

## Coltivazione
Preferisce posizioni a mezzo sole, pur sopportando esposizione in pieno sole in clima fresco, con terreno acido o neutro, soffice e ricco di sostanze organiche, privo di calcio e fresco anche d'estate, ben drenato, in zone con buona umidità ambientale e con estate mitigata da pioggia, da prevedere la potatura tempestiva delle corolle sfiorite, per stimolare nuove e copiose fioriture.
Si semina facilmente in periodo primaverile con fioritura dal secondo anno di vita, o si moltiplica per via agamica con la divisione dei cespi o per talea, una volta collocate a dimora le piante non devono essere trapiantate per alcuni anni se si desiderano cespi vigorosi e molto fioriferi.

### Varietà
La selezione umana ha portato alla creazione di alcune varietà e numerose cultivar dai colori vivaci e dall'interessante conformazione di petali e sepali.
- Aquilegia coerulea var. alpina
- Aquilegia coerulea var. caerulea
- Aquilegia coerulea var. daileyae
- Aquilegia coerulea var. ochroleuca

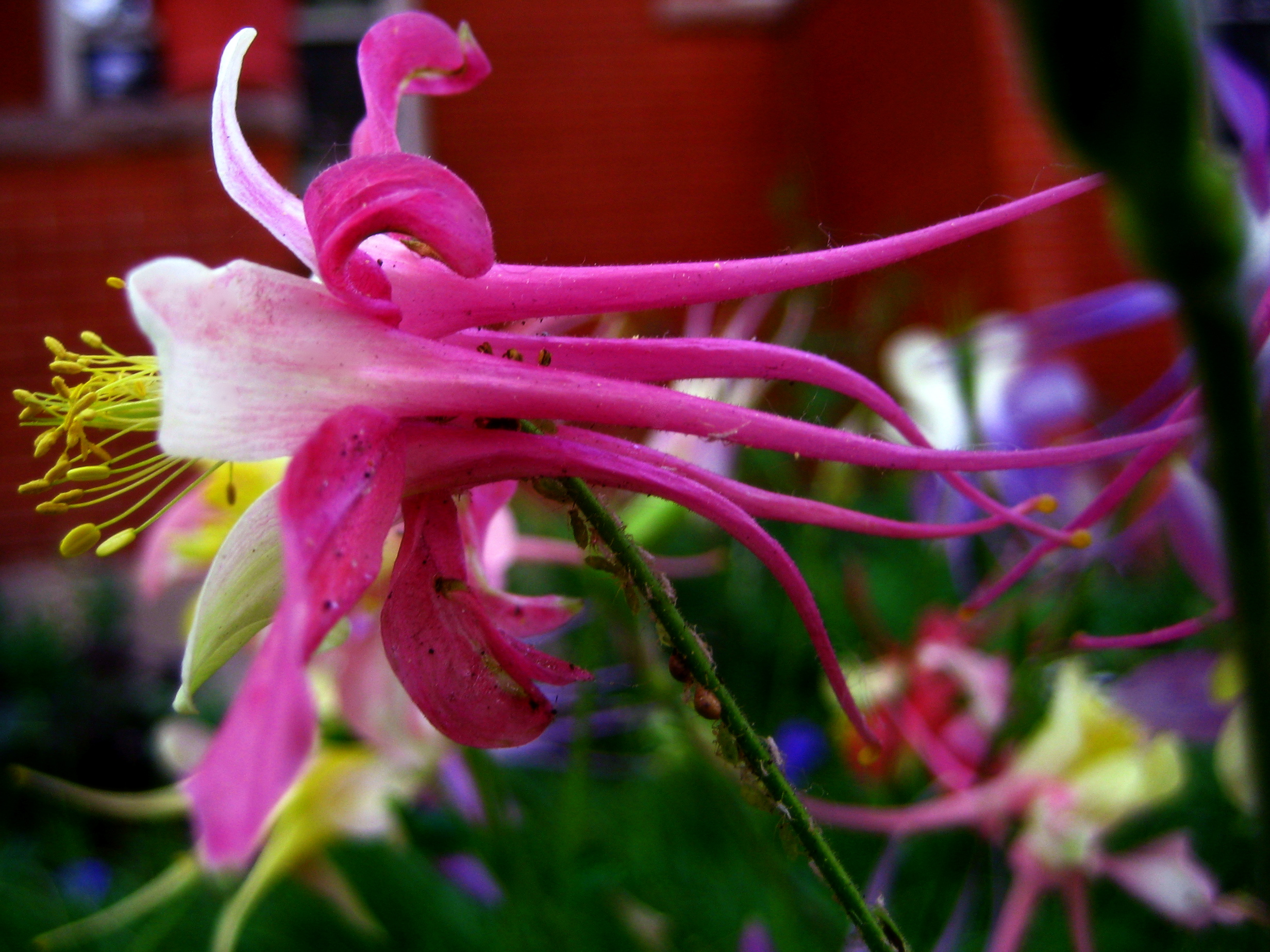
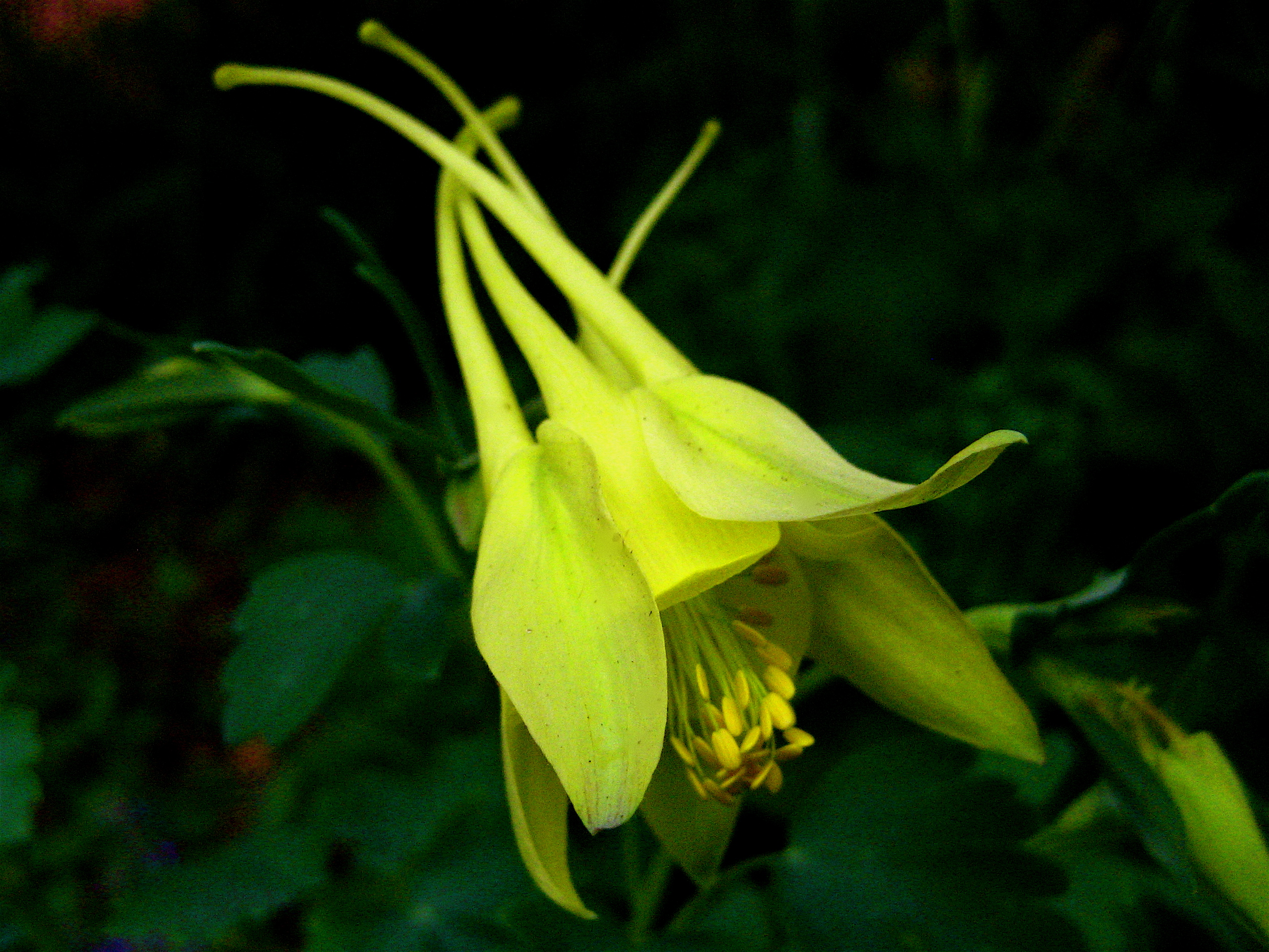
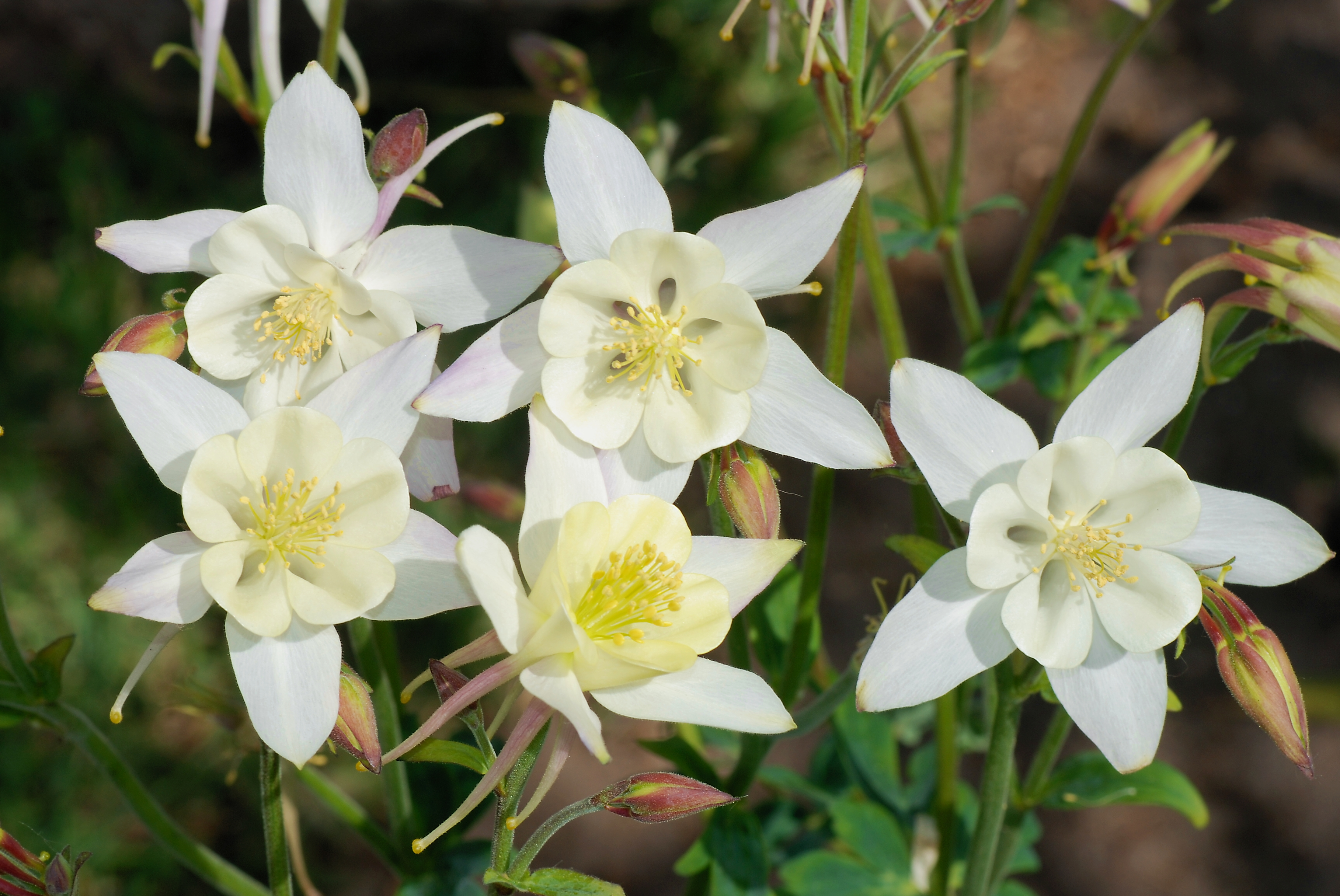
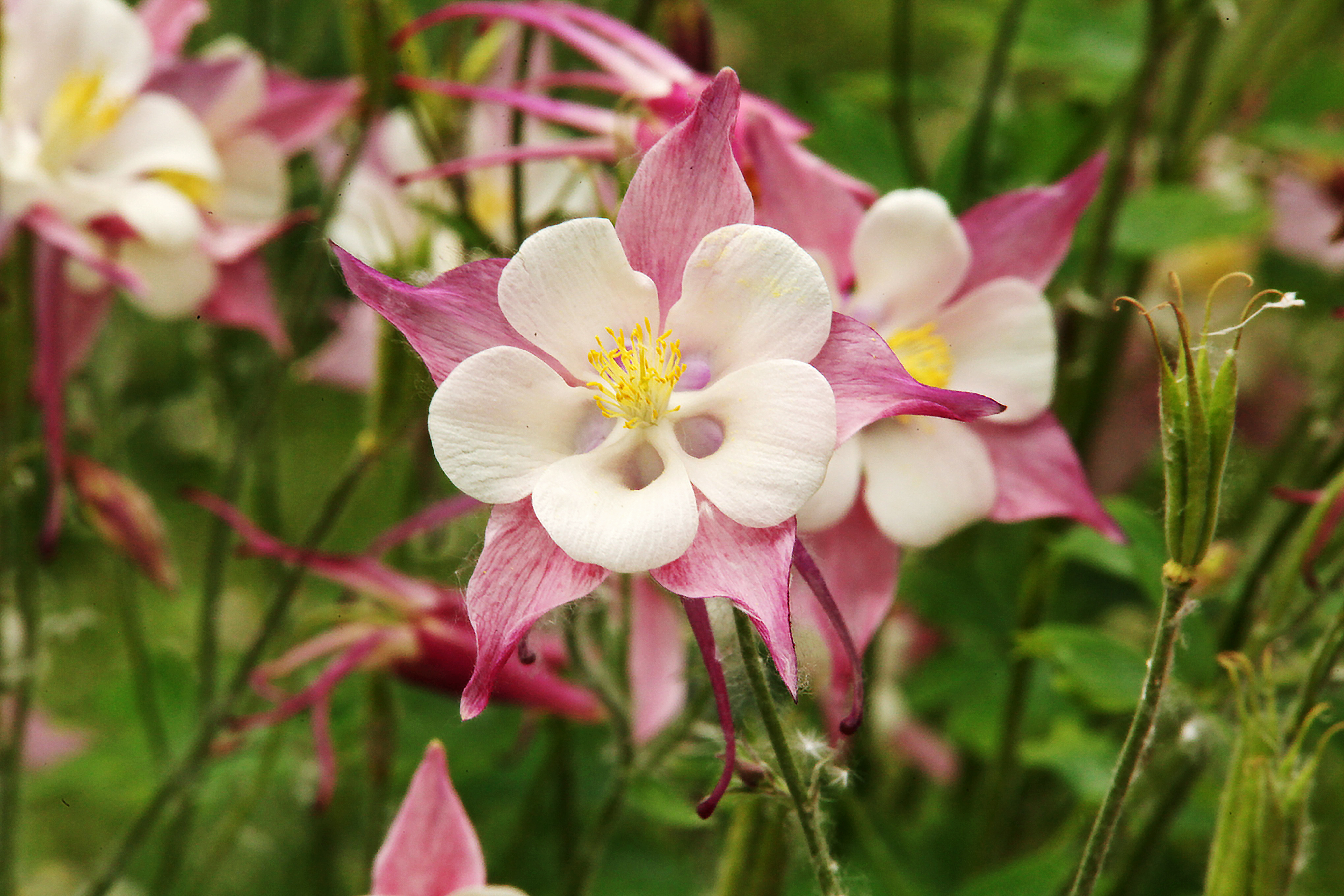
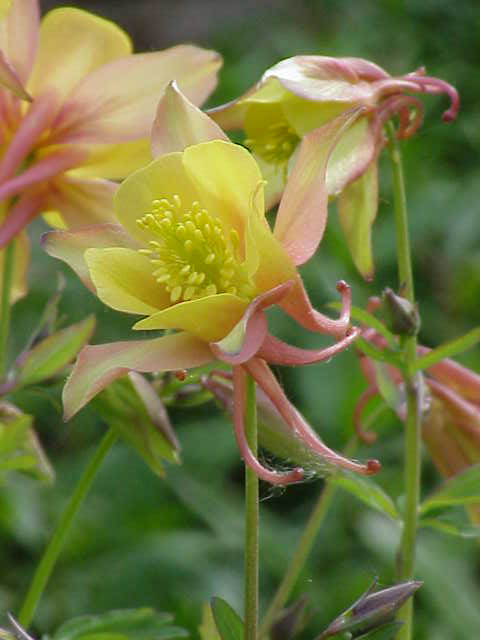
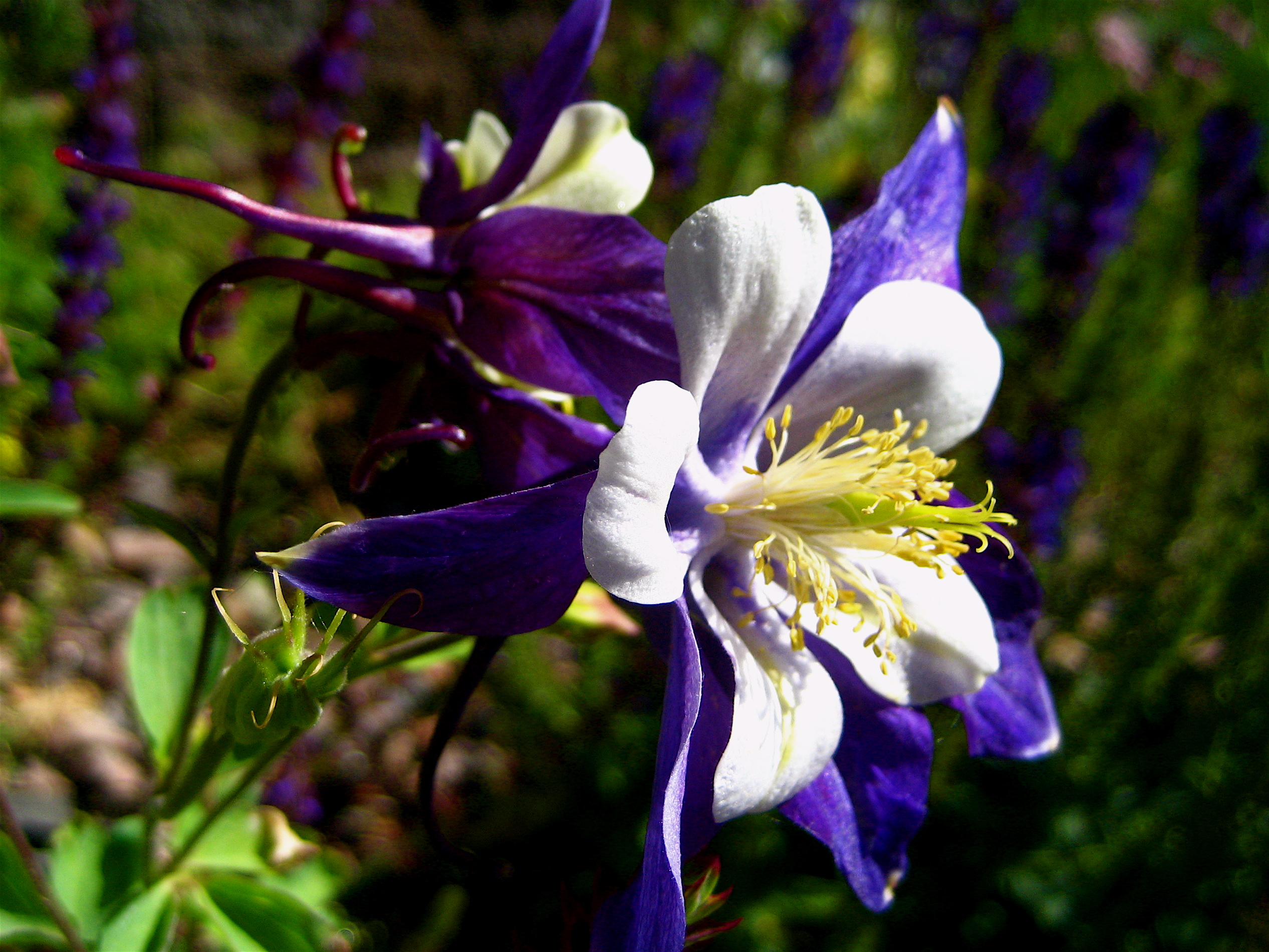

- Aquilegia coerulea var. pinetorum